# يوليوس فاغنر
يوليوس فاغنر (بالإنجليزية: Julius Wagner)‏ هو مدير فني أمريكي، ولد في 1905 في ويستكليف في الولايات المتحدة، وتوفي في 30 أغسطس 1960 في باينديل في الولايات المتحدة.